# Amaurodon aquicoeruleus
Amaurodon aquicoeruleus är en svampart som beskrevs av Agerer 2001. Amaurodon aquicoeruleus ingår i släktet Amaurodon och familjen Thelephoraceae.   Inga underarter finns listade i Catalogue of Life.